# Bogengang (Architektur)

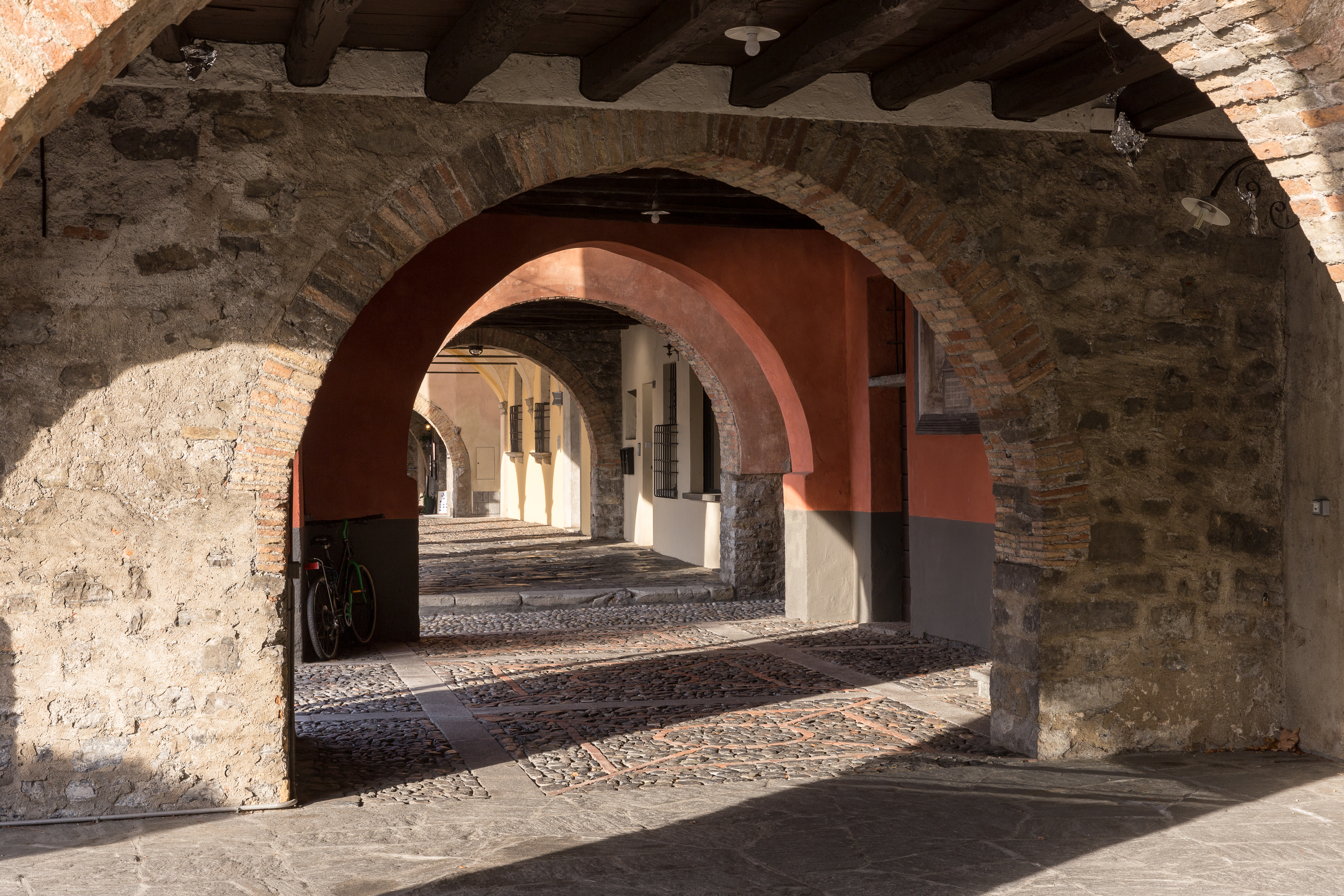
Laubengang in Bissone, Tessin

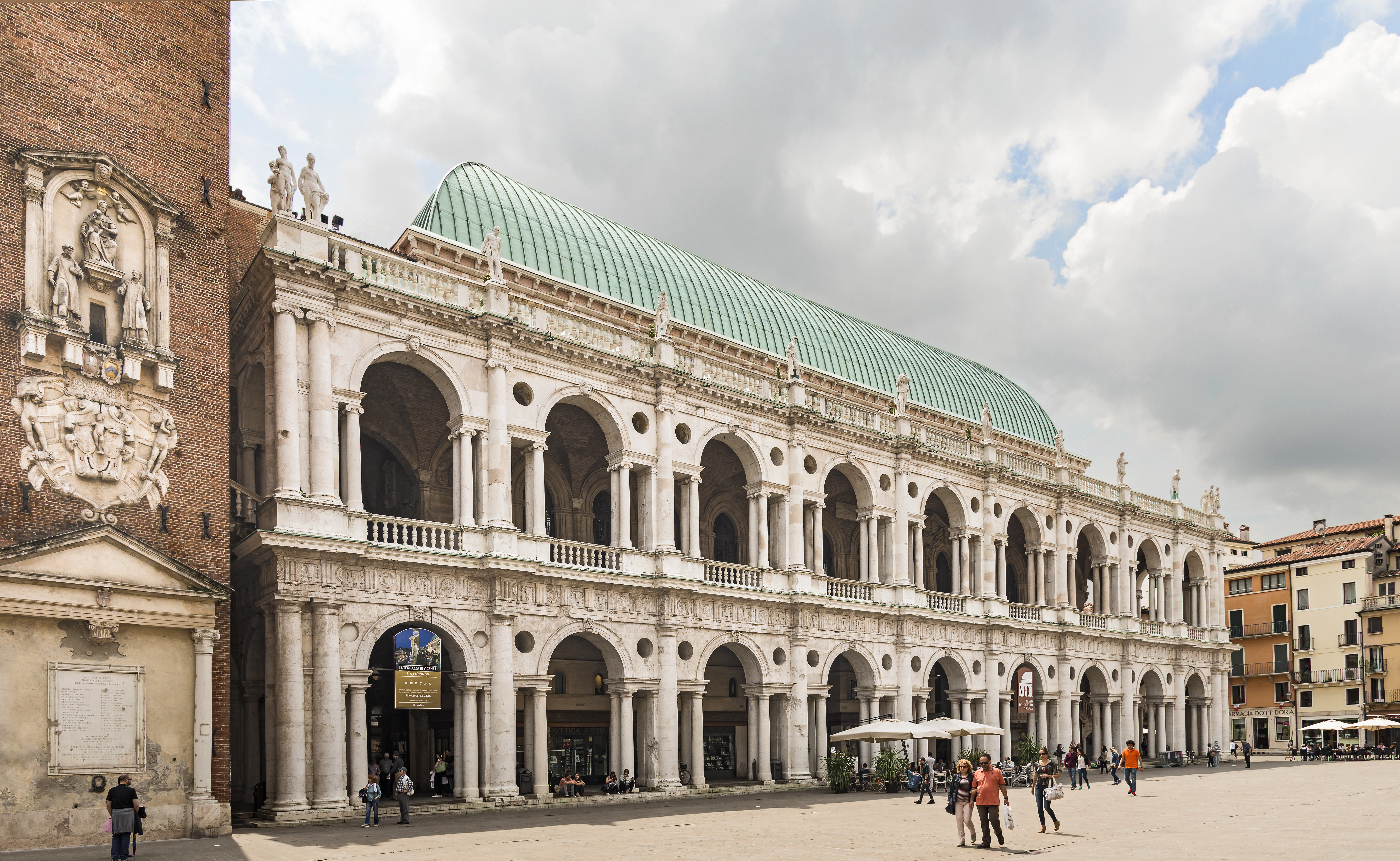
Basilica Palladiana, Vicenza

Als Bogengang (auch „Arkadengang“ oder „Laubengang“) wird in der Architektur ein zu einer Seite offener Gang bezeichnet, der wie eine Loggia innerhalb der Kubatur eines oder mehrerer Gebäude liegt. Die offene Seite wird von einer Abfolge nebeneinander liegender Arkaden gebildet. Manchmal ist nur das wichtigste Gebäude eines Ensembles mit Bogenarkaden versehen, während die weniger bedeutenden Nachbargebäude mit Holz- oder Steinstützen versehen sind, die horizontale Decken oder Architrave tragen.
Häufig liegen Bogengänge an der repräsentativen Frontfassade von Gebäuden entlang der Straße oder eines Platzes und umfassen als städtebauliches Element oft das Erdgeschossniveau ganzer Straßenzüge. So entsteht ein wettergeschützter öffentlicher Verkehrsraum.

## Vorbilder
Da antike oder hochmittelalterliche Beispiele für derartige Bogengänge nicht bekannt sind, können nur die Kreuzgänge mittelalterlicher Klöster als räumlich und zeitlich nächste architektonische Vorbilder in Frage kommen. Dies mag mit ein Grund dafür sein, dass derartige Konstruktionen überwiegend im südeuropäischen Raum zu finden sind.

## Deutschland und Alpenraum
Man unterscheidet bei Häusern, die im Mittelalter oder in der frühen Neuzeit errichtet bzw. umgebaut wurden, Laubengänge südländischen Typs, die im Zuge der Errichtung von Häusern gebaut wurden, wie beispielsweise in der Berner Altstadt, in Bozen, Meran, Trient oder Glurns. Neueren Ursprungs sind die so genannten „gotischen“ oder „deutschen“ Lauben. Diese wurden nachträglich an die Häuser angebaut, um darüber liegende Wohnflächen zu vergrößern, wie beispielsweise in Innsbruck und Neumarkt in Südtirol. Dadurch kam es zu einer nachträglichen Verengung von Straßenzügen. Äußerlich sind die Lauben kaum zu unterscheiden, weil die Hausfassaden und auch die Dachstühle meist im Zuge des Umbaus nachgezogen wurden. Bei genauer Betrachtung sieht man aber, dass vorhandene Kellerschächte bei deutschen Laubengängen, die nicht unterkellert wurden, deshalb im (später) überbauten Raum nach oben münden, während die im Zuge der Hauserrichtung mitgebauten Lauben unterkellert sind und somit die Kellerschächte an der Außenseite liegen.
Die Laubenbögen waren zur Straßenseite hin nicht alle so durchgängig, wie sich das dem heutigen Fußgänger präsentiert und auch so auf den Bildern erscheint, sondern es wurden dort oft aus Holz oder Stein sogenannte Bänke errichtet, auf denen Handel betrieben wurde. So gab es die „Fleischbank“, die „Brotbank“ und andere. Meist sind diese Bänke später abmontiert worden. In der Südtiroler Stadt Glurns im Vinschgau sind im Laubengang noch solche alten Bänke zu sehen.

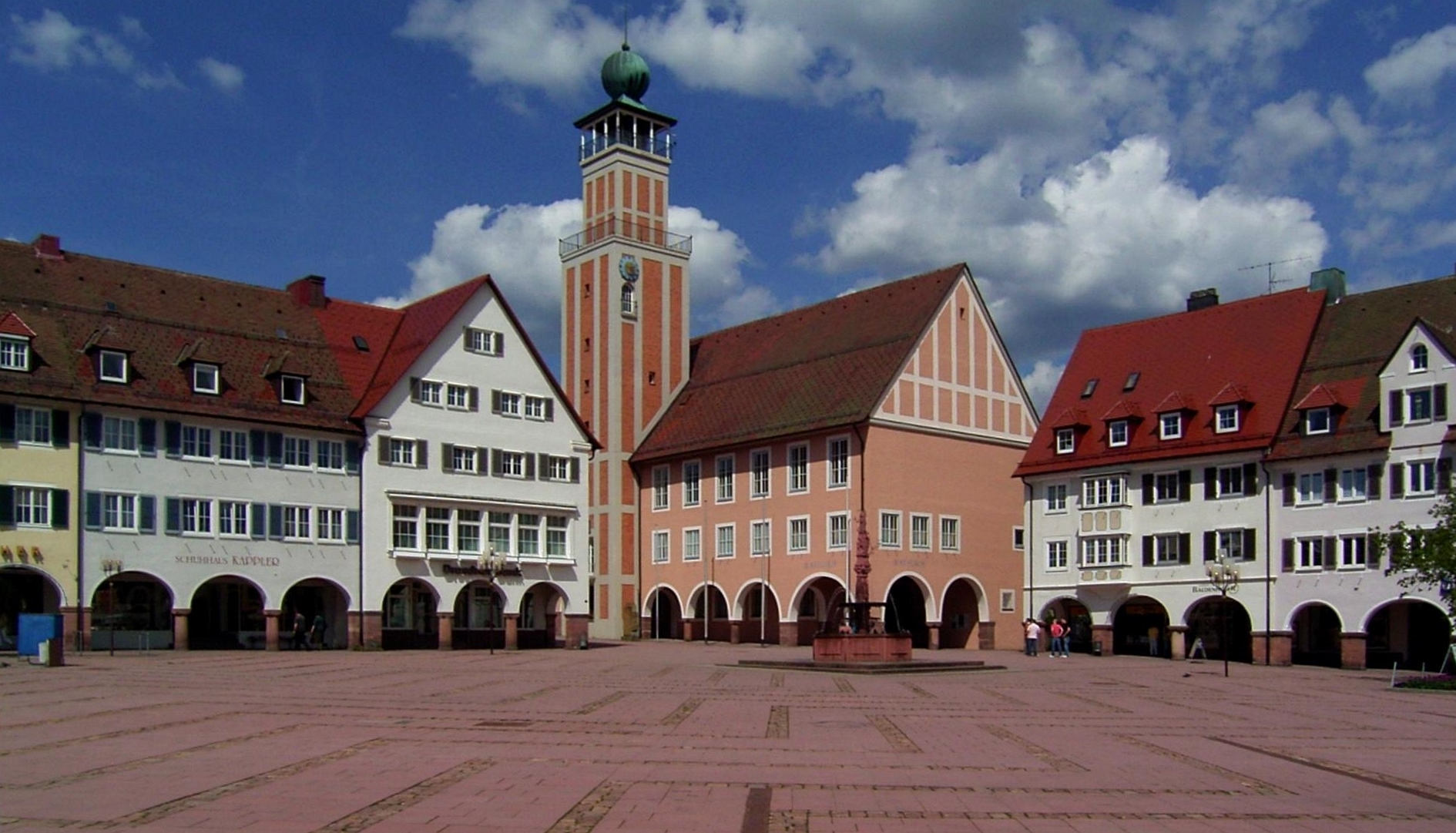
Freudenstadt
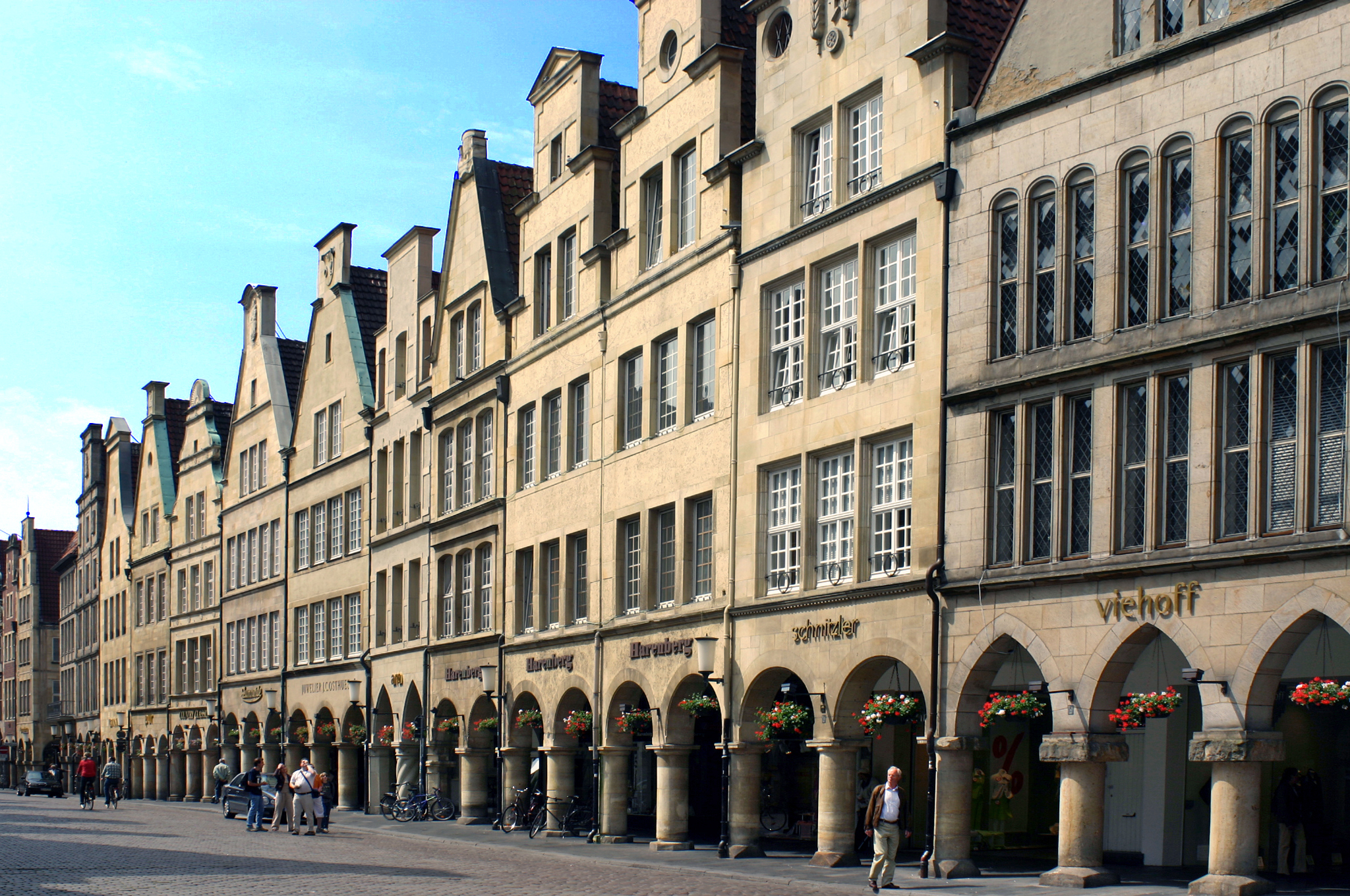
Prinzipalmarkt Münster
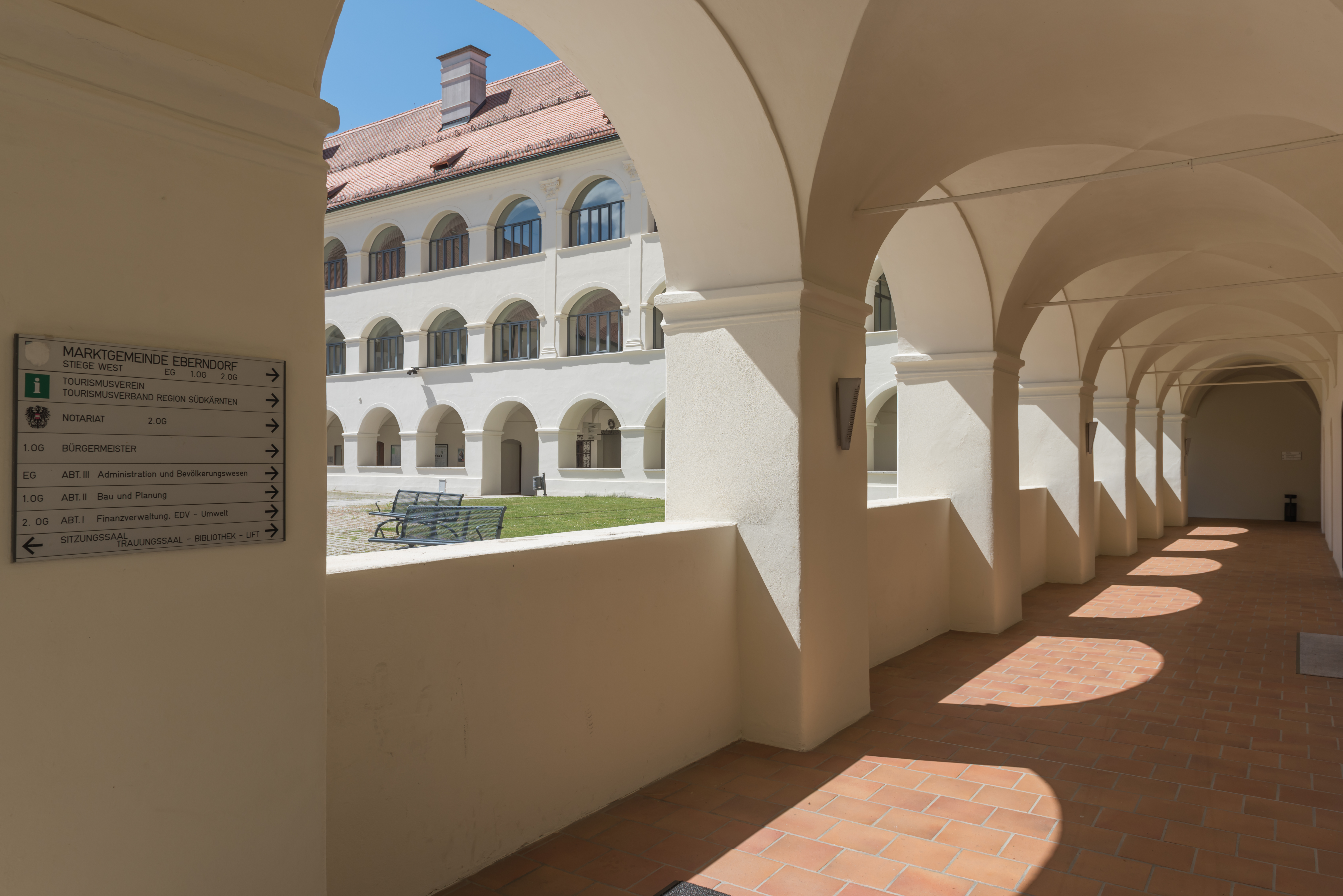
Stift Eberndorf, Kärnten, Österreich
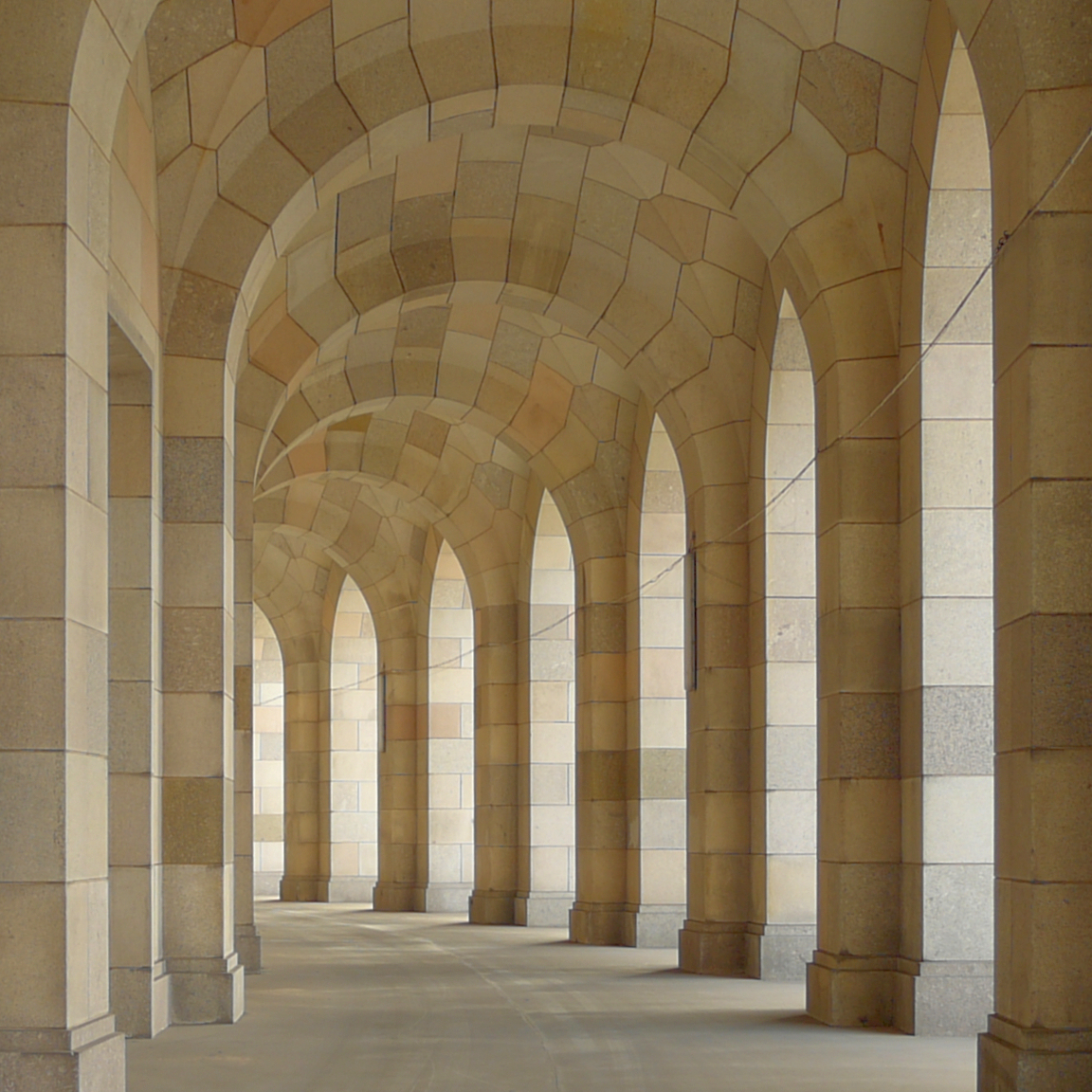
Reichsparteitagsgelände
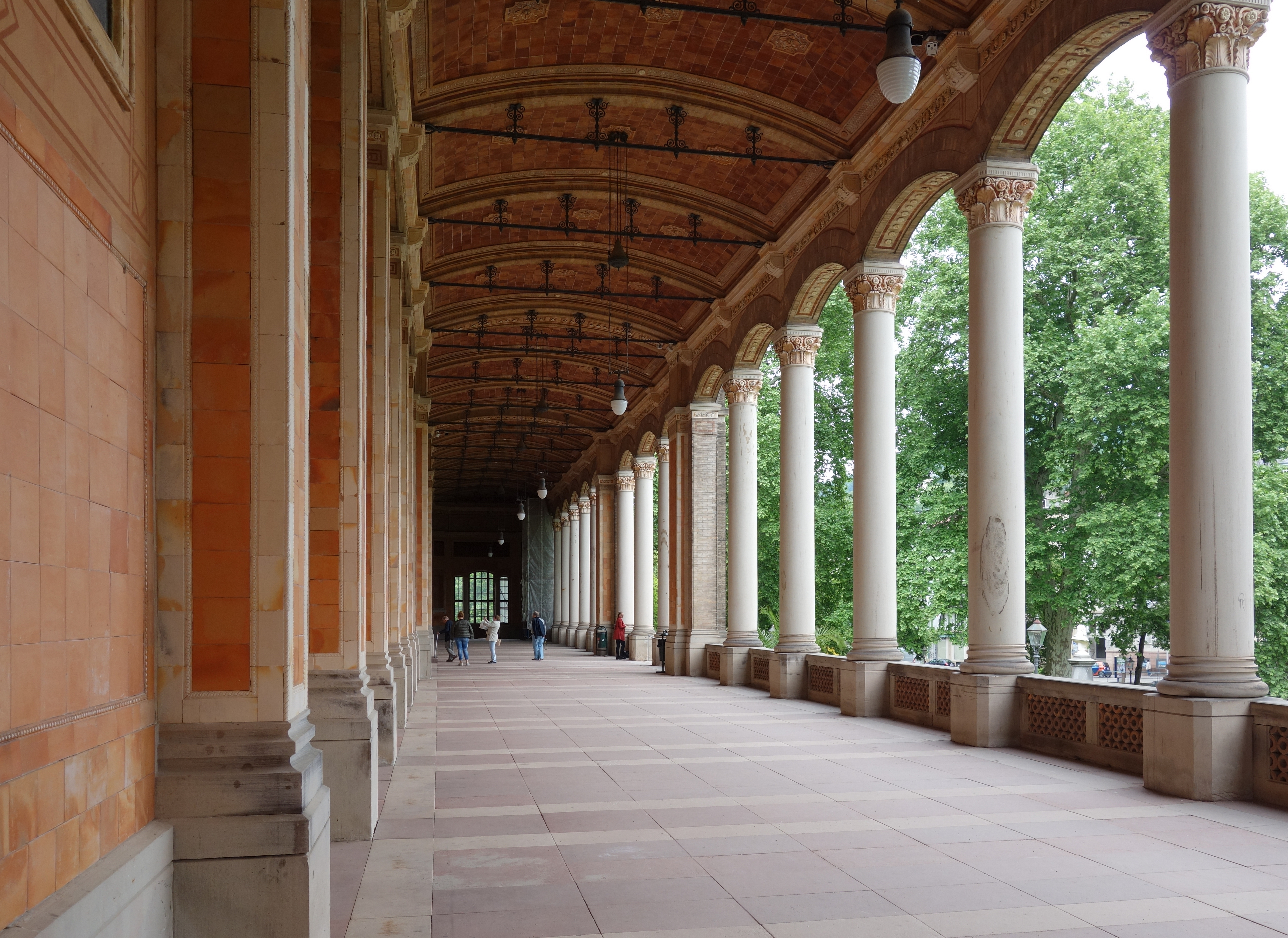
Wandelhalle im Kurpark von Baden-Baden
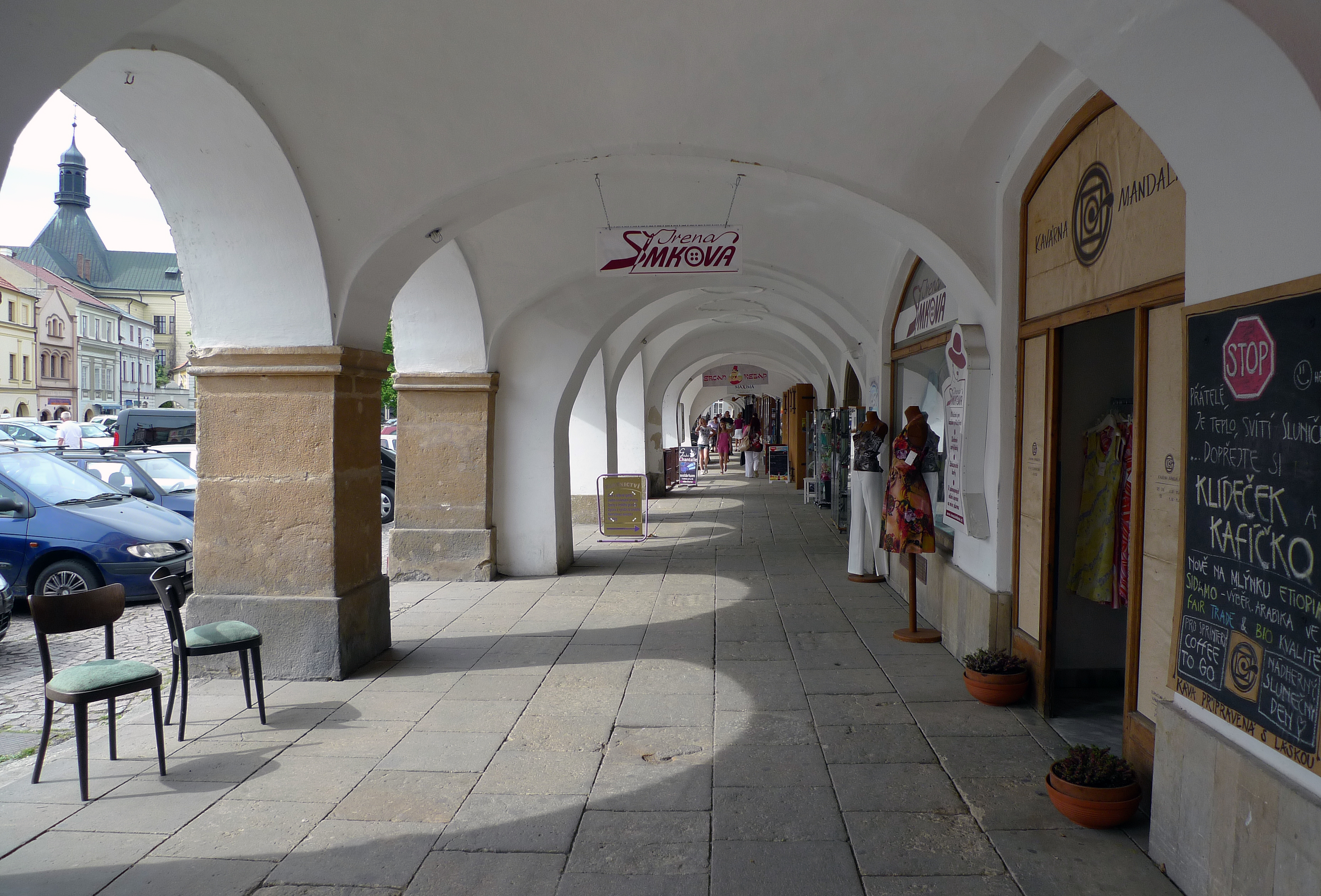
Leitomischl, Böhmen, Tschechien
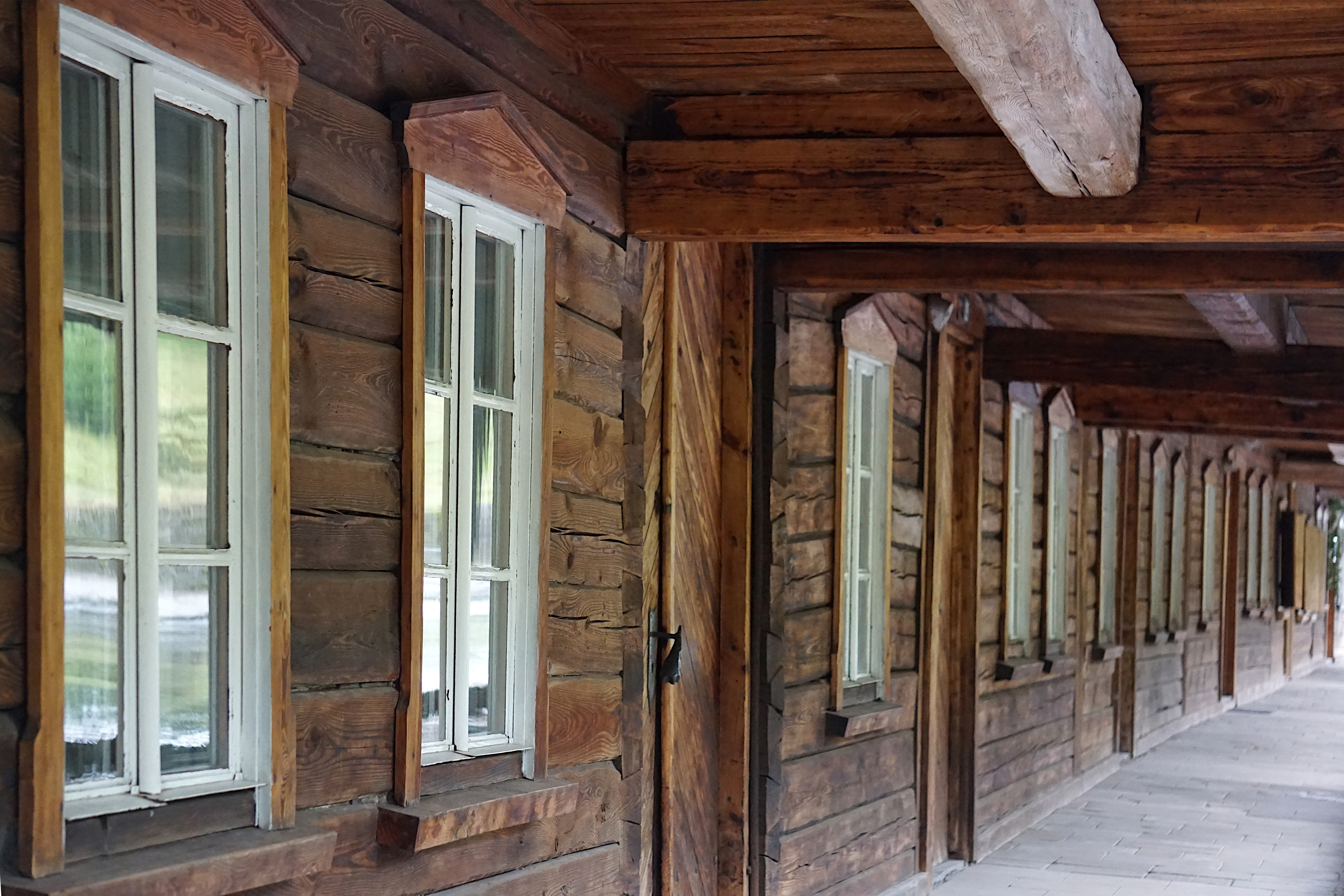
Schömberg, Schlesien, Polen

## Übriges Europa
Auch in Oberitalien, Frankreich (z. B. Place des Vosges), Flandern oder in Spanien (z. B. in Madrid, Salamanca oder in Córdoba) sind Plätze, Gebäudeensembles oder Straßenzüge in dieser Weise gestaltet. Weitere Anlagen finden sich in Tschechien, der Slowakei, in Polen und im Baltikum. Die Arkadengänge von Bologna in Italien sind seit Juli 2021 UNESCO-Welterbe.

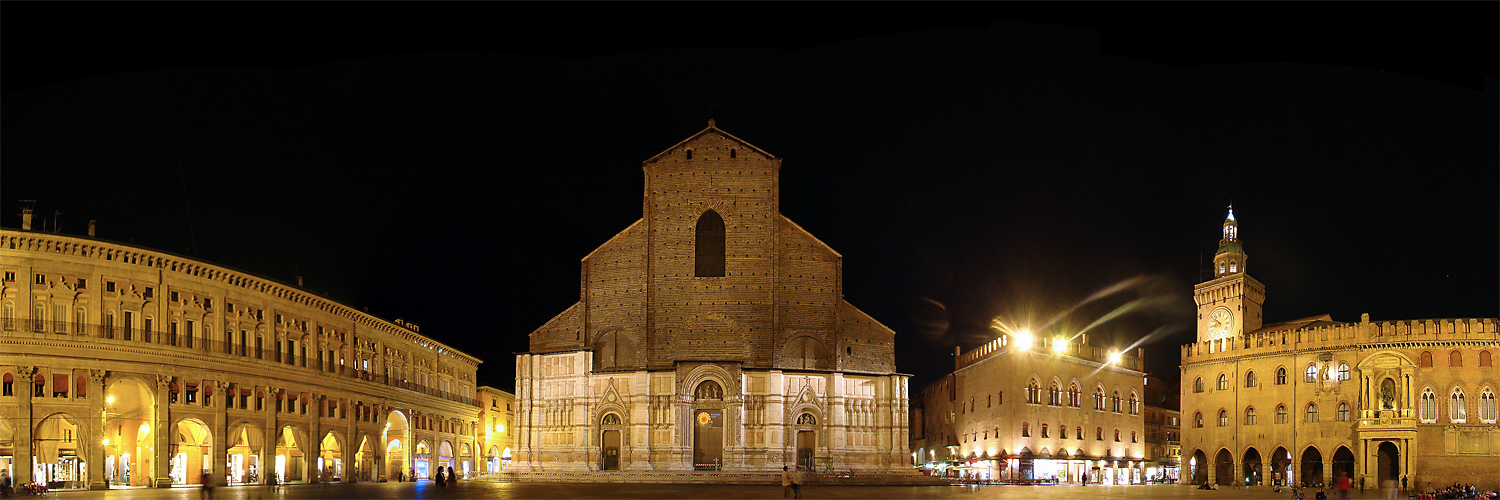
Piazza Maggiore, Bologna
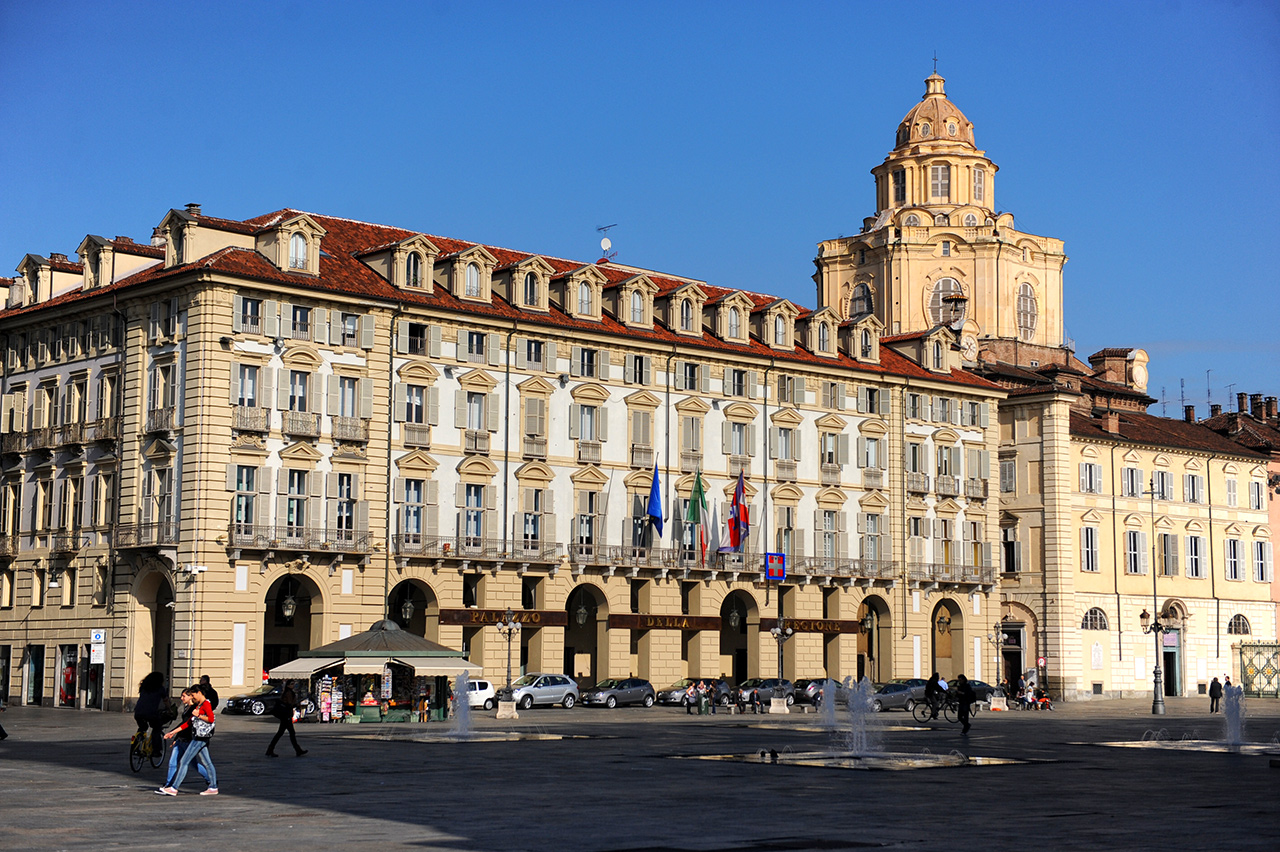
Piazza Castello, Turin
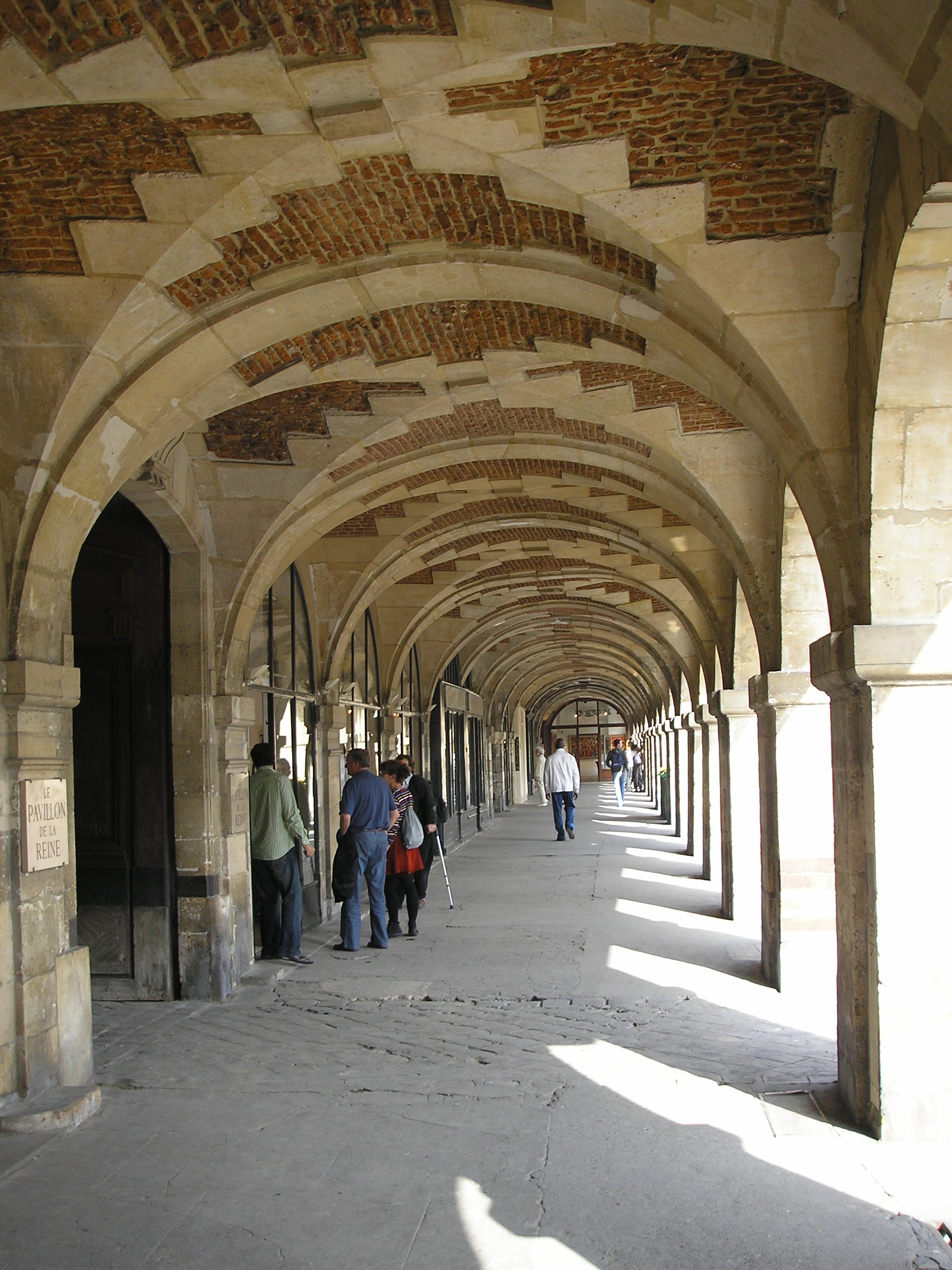
Place des Vosges, Paris
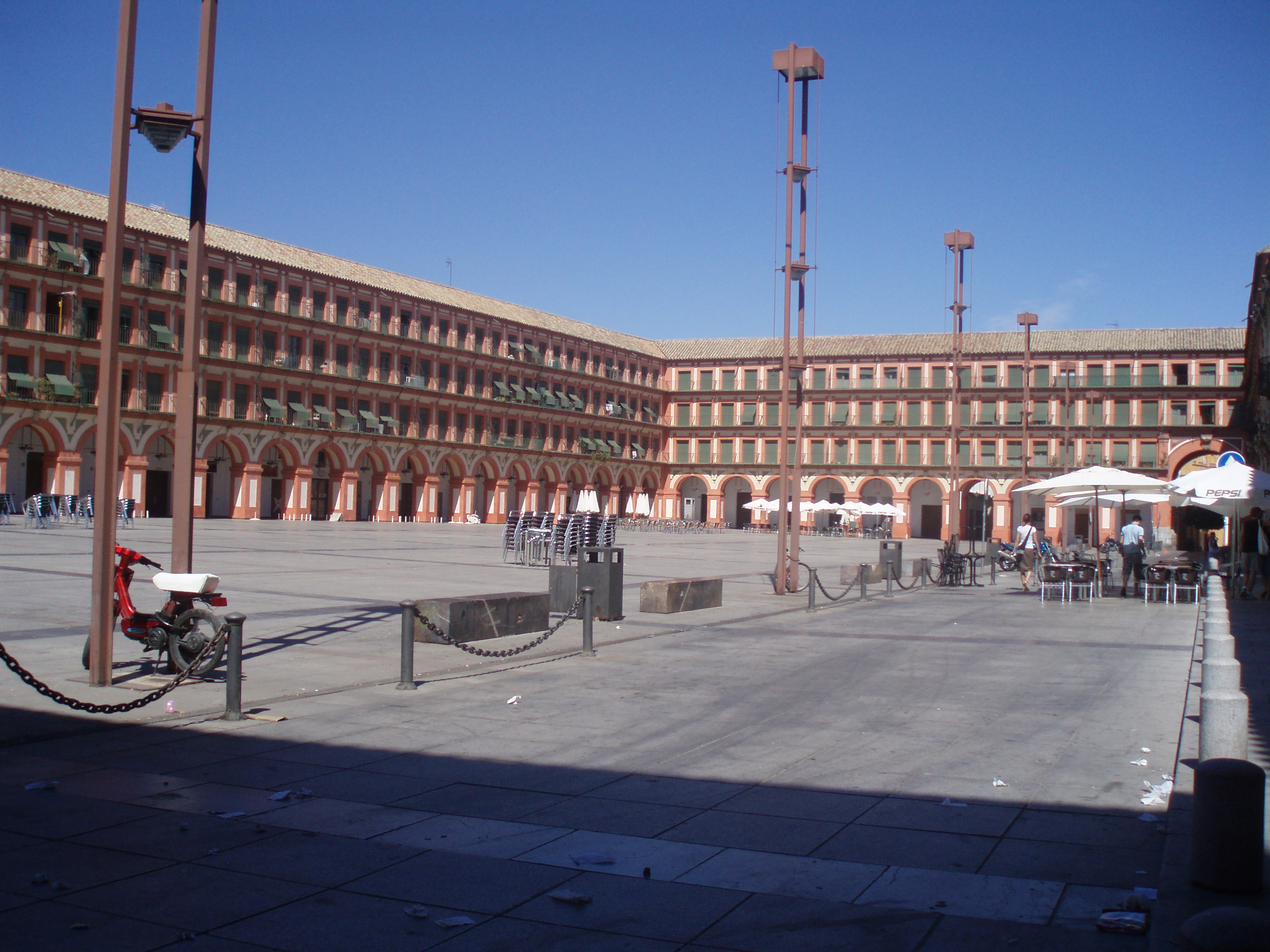
Plaza de la Corredera, Córdoba
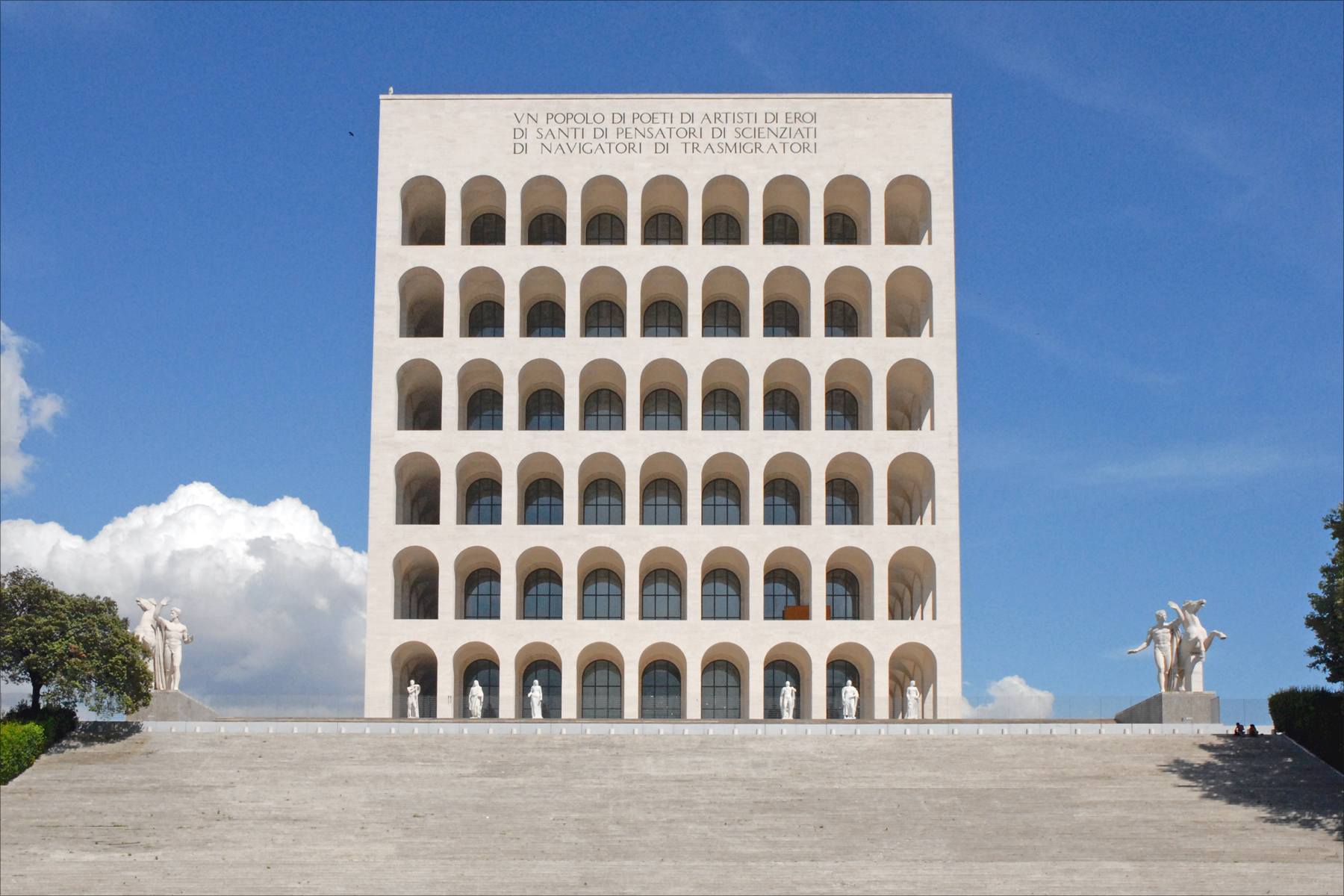
Palazzo della Civiltà Italiana, EUR, Rom